# Kutno (gromada 1954–1956)
Kutno (od 29 II 1956 Bielawki) – dawna gromada, czyli najmniejsza jednostka podziału terytorialnego Polskiej Rzeczypospolitej Ludowej w latach 1954–1972.
Gromady, z gromadzkimi radami narodowymi (GRN) jako organami władzy najniższego stopnia na wsi, funkcjonowały od reformy reorganizującej administrację wiejską przeprowadzonej jesienią 1954 do momentu ich zniesienia z dniem 1 stycznia 1973, tym samym wypierając organizację gminną w latach 1954–1972.
Gromadę Kutno z siedzibą GRN w mieście Kutno (nie wchodzącym w jej skład) utworzono – jako jedną z 8759 gromad na obszarze Polski – w powiecie kutnowskim w woj. łódzkim, na mocy uchwały nr 30/54 WRN w Łodzi z dnia 4 października 1954. W skład jednostki weszły obszary dotychczasowych gromad Bielawki i Malina ze zniesionej gminy Kutno, obszary dotychczasowych gromad Kotliska i Sieraków (z wyłączeniem parcelacji Grotowice) ze zniesionej gminy Oporów oraz obszar dotychczasowej gromady Sklęczki i wieś Wyręby Sklęczkowskie z dotychczasowej gromady Psurze ze zniesionej gminy Krzyżanówek w tymże powiecie. Dla gromady ustalono 12 członków gromadzkiej rady narodowej.
29 lutego 1956 gromadę zniesiono w związku z przeniesieniem siedziby GRN z Kutna do Bielawek i zmianą nazwy jednostki na gromada Bielawki.
Uwaga: Gromada Kutno (o innym składzie) istniała w powiecie kutnowskim także w latach 1961–68.